# موسوعة كولومبيا
موسوعة كولومبيا (بالإنجليزية: Columbia Encyclopedia)‏ هي موسوعة عامّة باللغة الإنجليزية تصدرها مطبعة جامعة كولومبيا، صدرت للمرّة الأولى في عام 1935، وخضعت لتعديلات كبيرة في عامي 1950 و1963، النسخة الأخيرة منها (السادسة) صدرت في عام 2000 وتحتوي على 51,000 مقالة طُبعت في مجلدين، ولها نسخة إلكترونيّة.